# Олссон, Шон
Шон Николас Олссон (англ. Sean Nicholas Olsson, 2 марта 1967, Беверли, Англия) — британский бобслеист, пилот, выступавший за сборную Великобритании в 1990-е годы. Бронзовый призёр зимних Олимпийских игр 1998 года в Нагано.

## Биография
Шон Олссон родился 2 марта 1967 года в городе Беверли, Англия. Выступать в бобслее на профессиональном уровне начал находясь на службе в парашютных войсках британской армии и с самого начала стал показывать неплохие результаты. Благодаря череде успешных выступлений был приглашён в национальную сборную в качестве пилота защищать честь страны на Олимпийских играх 1994 года в Лиллехаммере, однако не смог попасть там на призовые позиции, заняв десятое место в двойках и восьмое в четвёрках.
В сборной долгое время оставался в тени пилота Марка Таута, однако после дисквалификации того из-за применения запрещённых стероидов вышел на первое место. В 1998 году их команда поехала на Олимпийские игры в Нагано, где в программе четырёхместных экипажей им удалось добраться до третьего места и завоевать тем самым бронзовые медали, которые пришлось разделить со сборной Франции, показавшей точно такое же время. С 1964 года это первая медаль Великобритании в бобслее, выигранная на Олимпийских играх. Двухместный боб Олссона финишировал менее удачно, оказавшись после четырёх заездов аж на пятнадцатом месте.
Лучший результат на чемпионатах мира Шон Олссон показал в 1997 году, когда приехал четвёртым. Наилучшим сезоном в Кубке мира для него стал сезон 1997/98, когда он получил подиум на двух этапах состязаний. Олссон выступал в бобслее вплоть до начала 2000-х годов, но уже менее успешно, не добившись сколько-нибудь значимых достижений. После окончания карьеры профессионального спортсмена продолжил работу в сборной в качестве тренера.